# NGC 3624
NGC 3624 је спирална галаксија у сазвежђу Лав која се налази на NGC листи објеката дубоког неба.
Деклинација објекта је + 7° 31' 15" а ректасцензија 11h 18m 50,9s. Привидна величина (магнитуда) објекта NGC 3624 износи 13,9 а фотографска магнитуда 14,7. NGC 3624 је још познат и под ознакама MCG 1-29-29, CGCG 39-114, PGC 34599.